# غاز پازرد تایگا
غاز پازرد تایگا (نام علمی: Anser fabalis) غازی است که در شمال اروپا و آسیا زادآوری می‌کند. مهاجر است و در جنوب اروپا و آسیا زمستان را می‌گذراند. این غاز و غاز توندرا توسط انجمن پرنده‌شناسی آمریکا و اتحادیه بین‌المللی پرنده‌شناسان به‌عنوان گونه‌های جداگانه شناخته می‌شوند، اما توسط مقامات دیگر یک گونه واحد در نظر گرفته می‌شوند (که در مجموع به آن غاز پازرد می‌گویند). تایگا و غاز پازرد تندرا حدود ۲٫۵ میلیون سال پیش از هم جدا شدند و ح. ۶۰۰۰۰ سال پیش تماس پسین برقرار کردند که منجر به جریان گسترده ژنی شد.
پوشپرهای بال‌های بالایی قهوه‌ای تیره است، مانند غاز پیشانی‌سفید بزرگ (Anser albifrons) و غاز پیشانی‌سفید کوچک (A. erythropus)، اما با داشتن حاشیه‌های سفید باریک روی پرها متفاوت است.
صدا یک بوق بلند است که در زیرگونه‌های کوچک‌تر با صدای بلندتر است.